# یاسمین سینایی
یاسمین سینایی (زاده ۱۳۴۸) هنرمند و مجسمه‌ساز ایرانی است. او در خانواده‌ای هنرمند متولد شد. مادرش گیزلا وارگا سینایی، نقاش ایرانی-مجارستانی، و پدرش خسرو سینایی، کارگردان سینما است. سینایی در رشته گرافیک تحصیل کرده‌ است، ولی همواره به عنوان مجسمه‌ساز فعالیت کرده است. او همچنین نقاشی نیز تدریس می‌کند.
سینایی بیش از ۱۰ نمایشگاه انفرادی در ایران، قطر و دبی داشته و در ۵۰ نمایشگاه گروهی شرکت کرده‌ است. از جمله نمایشگاه‌هایش می‌توان به نمایشگاه مجسمه‌های «عاشقانه» در فرهنگسرای نیاوران (۱۳۸۷) و «فرشتگان» در نگارخانه سیلک (۱۳۸۶) اشاره کرد. او بیشتر از پاپیه ماشه استفاده می‌کند.
او مدیر گروه آموزشی موزه‌ای در چمدان بوده، که هدفش اشاعه فرهنگ صحیح آموزش هنری در ایران بوده است.

## نمایشگاه‌ها
- «عاشقانه» در فرهنگسرای نیاوران (۱۳۸۷): سینایی در این نمایشگاه به زنان عاشق در تاریخ و اساطیر پرداخت. این پیکره‌ها نیم‌تنه یا فیگورهای بزرگی هستند که گاه در محراب یا در تابوت قرار داده شده‌اند و همراه با انار، پرنده، گل شمعدانی، شمع‌های سیاه، شعرهایی از فروغ فرخزاد یا احمد شاملو آورده شدند و فضای نمایشگاه نورپردازی ویژه‌ای داشت. سینایی یک سال روی این پروژه کار کرده‌است.[۵]
خود دربارهٔ این نمایشگاه نوشته‌است: به دنبال زنان عاشق تاریخ به راه افتادم آنها را در کتاب‌ها جستم داستان آنها را از دیگران پرسیدم و از زبان دوست و غریبه شنیدم، در راه داستان این زنان مرا با خود برد رابعه (نخستین شاعر زن عرب) را فهمیدم و شیرین را تحسین کردم در اشعار عاشقانه به دنبال تصاویر زیبا گشتم زنان عاشق گم نام بسیاری را نیز یافتم زنان عاشق را دنبال کردم و رد آنها را در میان اساطیر خدایان باستان پیدا کردم زنانی را یافتم که جانشان را در راه عشق گذاشتند و عاشقانی که جان دیگران را در راه عشق گرفتند آبسال سوخت و زلیخا ترد شد افلیا غرق شد و پاکی او با گلهای سپید یکسان شد.
آفرودیت عشق به آدونیس را هر بهار با شکفتن گلی سرخ رنگ به یادمان می‌آورد در سفرم به دنبال زنان عاشق، زنان عاشق مشهور زیادی را شناختم و داستان زنانی بی‌نام و نشان بیشتری را یافتم حاصل این سفر نه تصویر زیبا بود و نه رنگ نه شعر و نه داستان آنچه برایم باقی ماند تنها یک احساس بود تنها عشق بود.[۵]
- «فرشتگان» در نگارخانه سیلک (۱۳۸۶): این نمایشگاه شامل مجسمه‌های یاسمین سینایی و عکس‌های علی زارع بود. ایده این نمایشگاه از نمایشگاه قبلی یاسمین در یک کلیسا آمده بود که مجسمه‌هایی از فرشتگان غمگین و سیاه پوش به نمایش گذاشته بود.[۳]
آن‌ها در معرفی نمایشگاه نوشته بودند:چند سالی است فرشتگان درونم را در قفس محبوس کرده‌ام. آنها را به سوگ نشانده‌ام و بال پروازشان را با میخ‌هایی بزرگ بر دیواری سخت کوبیده‌ام. زمزمه کنان آواز سکوتشان را در گوشم خواندند و من با آنها هم آواز شدم. فرشتگان در سوگند، وقت آن است که درب قفس را بگشایم. وقت آن است که با سفیدی رنگ، مرهمی بگذارم بر بال‌های زخمی‌شان و با آواز، پروازشان را بدرقه کنم[۳]
- نمایشگاه گروهی آثار هنرمندان تجسمی ایرانی در کشور پرتغال (۱۳۸۴)[۶]